# イーライ・ロス
イーライ・ロス（Eli Roth, 1972年4月18日 - ）は、アメリカ・ボストン出身の映画監督、映画プロデューサー、脚本家、俳優。新世代のホラー映画監督として、注目を集めている。

## 経歴
父親はハーバード大学教授の精神分析医、母親は画家。祖父母はオーストリア、ロシア、ポーランドの出で、ユダヤ系の家庭で育つ。幼少時に見た『エイリアン』に魅了され、8ミリ映画を撮り始める。
ニューヨーク大学映画学科卒業。卒業制作で、『レザボア・ドッグス』のパロディのスプラッター短編『レストラン・ドッグス』を監督し、学生映画祭で銀賞を受賞。また、学生時代にはトロマ映画でアルバイトもしていた。
大学卒業後、デヴィッド・リンチと知合い、彼のウェブ短編映画制作を手伝う。2003年の『キャビン・フィーバー』で商業映画監督デビュー。
2006年公開の、旅行先での監禁拷問を描いた『ホステル』でブレイク。
クエンティン・タランティーノにも評価され、『グラインドハウス』のフェイク予告編『感謝祭』も監督した。タランティーノの『デス・プルーフ in グラインドハウス』（2007年）、『イングロリアス・バスターズ』（2009年）には俳優として出演した。「感謝祭」は2023年、ロス監督自らの手により、『サンクスギビング』として長編映画化された。
2016年、 キアヌ・リーブス主演の『ノック・ノック』を監督し、ホラーのみならずスリラー映画の幅も広げた。2017年にはブルース・ウィリス主演の『デス・ウィッシュ』を監督しアクション映画に初挑戦。
三池崇史監督をはじめ、数多くのホラー映画の巨匠たちを敬愛している。『ホステル』シリーズの1作目には三池を、2作目にはルッジェロ・デオダート監督を特別出演者として招き、敬意を表現した。

## フィルモグラフィ

### 映画
- モンタナの風に抱かれて The Horse Whisperer (1998) 出演
- 悪魔の毒々モンスター/新世紀絶叫バトル Citizen Toxie: The Toxic Avenger IV (2000) カメオ出演
- キャビン・フィーバー Cabin Fever (2002) 監督・製作・原案・脚本・出演
- テイルズ・フロム・ザ・クラッパー Tales from the Crapper (2004) 出演
- 2001人の狂宴 2001 Maniacs (2005) 製作・出演
- ホステル Hostel (2005) 監督・製作・脚本・カメオ出演
- ホステル2 Hostel Part II (2007) 監督・製作・脚本・カメオ出演
- デス・プルーフ in グラインドハウス Death Proof (2007) 出演
- 感謝祭 予告編 Thanksgiving trailer (2007) (グラインドハウス Grindhouse劇中に登場する架空映画『感謝祭』の予告編) 監督・脚本・出演・告知の声
- イングロリアス・バスターズ Inglourious Basterds (2009) 出演
- THE JOYUREI 〜女優霊〜 DON'T LOOK UP(2009) 出演
- ラスト・エクソシズム The Last Exorcism (2010) 製作
- ピラニア3D Piranha 3D (2010) カメオ出演
- スクリーム4: ネクスト・ジェネレーション Scream 4 (2011) カメオ出演
- ロック・オブ・エイジズ Rock of Ages (2012) カメオ出演
- アフターショック AFTERSHOCK (2012) 製作・原案・脚本・出演(主演)
- アイアン・フィスト The Man with the Iron Fists (2012) 製作・脚本
- ラスト・エクソシズム2 悪魔の寵愛 The Last Exorcism Part II (2013) 製作
- サクラメント 死の楽園 The Sacrament (2013) 製作
- グリーン・インフェルノ The Green Inferno (2013) 監督・製作・原案・脚本
- クラウン Clown (2014) 製作・出演
- イーライ・ロス PRESENTS　ザ・ストレンジャー ～感染者～ The Stranger (2014) 製作
- ノック・ノック Knock Knock（2015）監督・製作・脚本
- キャビン・フィーバー Cabin Fever (2016) (リメイク版) 製作総指揮・脚本
- ベイウォッチ Baywatch (2017) 共同製作
- デス・ウィッシュ Death Wish (2018) 監督
- ルイスと不思議の時計 The House with a Clock in Its Walls (2018) 監督・出演
- ホーンテッド 世界一怖いお化け屋敷 Haunt (2019) 製作
- サンクスギビング Thanksgiving（2023）- 監督・原案・製作
- ボーダーランズ Borderlands (2024) - 監督・原案・脚本
- それでも夜は訪れる Night Always Comes (2025) - 出演
- Thanksgiving 2（2025）- 監督・原案・製作

### テレビ
- ヘムロック・グローヴ Hemlock Grove (2013-2015) (連続ドラマ) 製作総指揮・シーズン1第1話監督
- サウス・オブ・ヘル 魔物の巣食う街(レンタル版タイトル『サウス・オブ・ヘル～女エクソシスト マリア～』) South of Hell (2015) (連続ドラマ)製作総指揮・第1話監督
- 宇宙人ネッドのトークショー Earth to Ned (2020)
- Hostel (TBA) - 監督・脚本・製作総指揮